# Таблас (острів)
Таблас — найбільший острів, що входить до складу провінції Ромблон на Філіппінах. Назва острова іспанського походження. До колонізації Філіппін він був відомий під назвою Осіган та мав населення всього близько 250 осіб, які проживали в невеликих селищах.
Одіонган, муніципалітет на західному узбережжі острова, є великим портом та найбільшим за кількістю населення муніципалітетом провінції Ромблон. Загалом Таблас поділяється на муніципалітети Алькантара, Калатраві, Феррол, Лоок, Одіонган, Сан Августін, Сан Андрес, Санта Фе і Санта Марія.